# 格里芬 (喬治亞州)
格里芬（英語：Griffin）是一個位於美國喬治亞州斯波爾丁縣的城市。根據2010年美國人口普查，該地人口為23643人，而該地的面積約為37.80平方千米。同時該地也是斯波爾丁縣的縣治。

## 地理
格里芬的座標為33°14′51″N 84°16′15″W / 33.24750°N 84.27083°W，而該地的平均海拔高度為298米（即978英尺）。